# Stefan Dürre

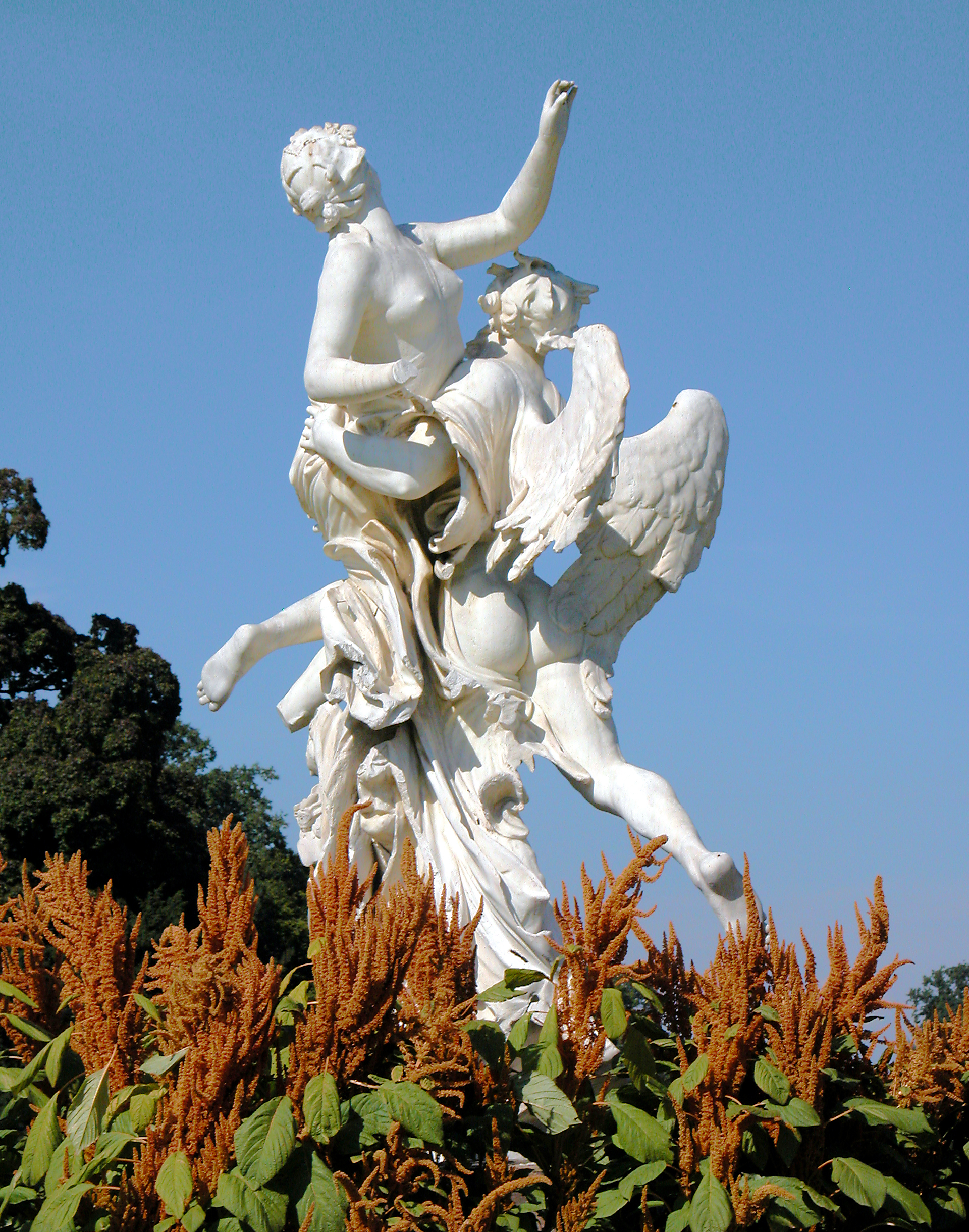
Die Zeit entführt die Schönheit

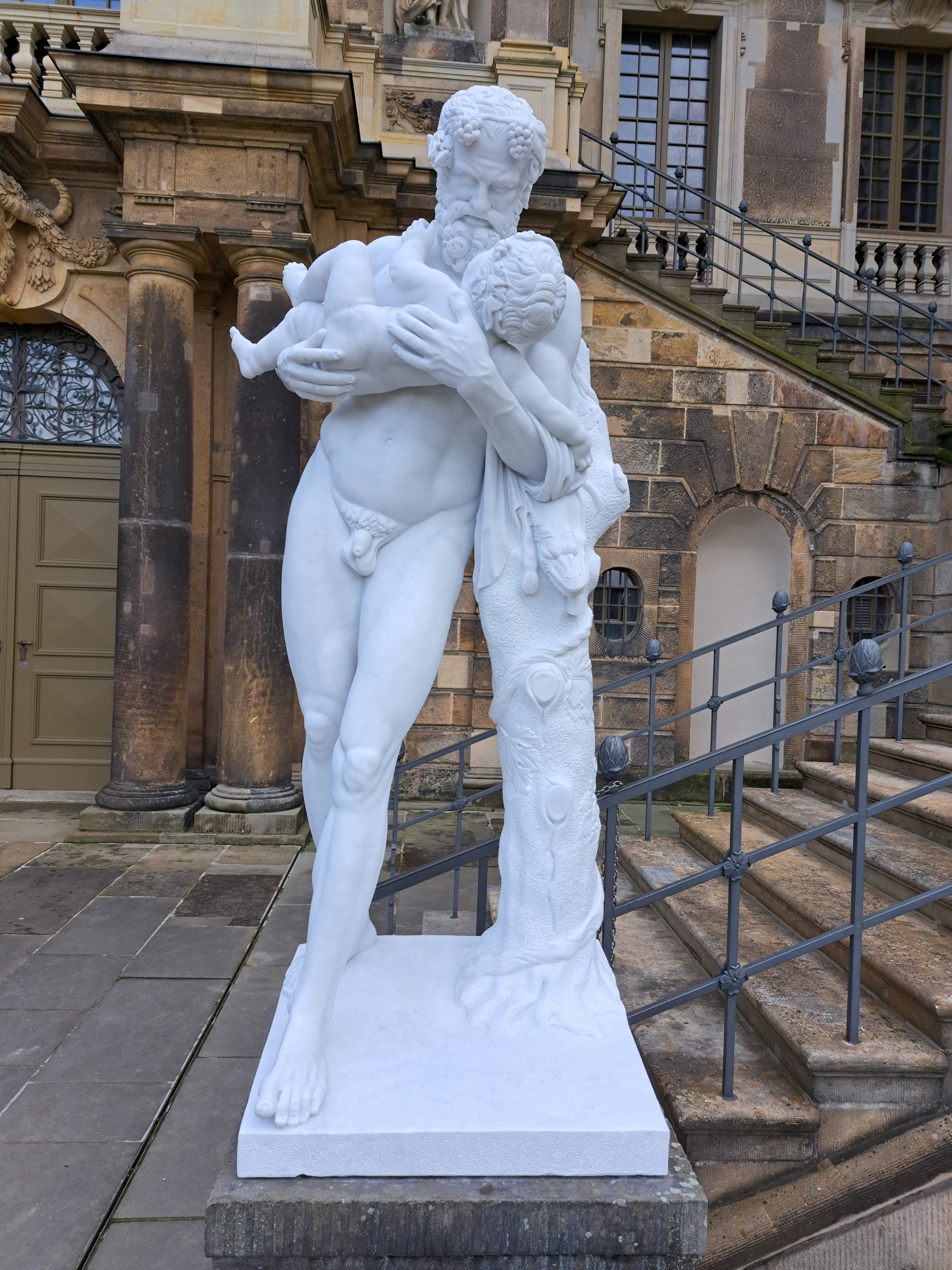
Waldgeist Silen mit dem Bacchusknaben im Arm

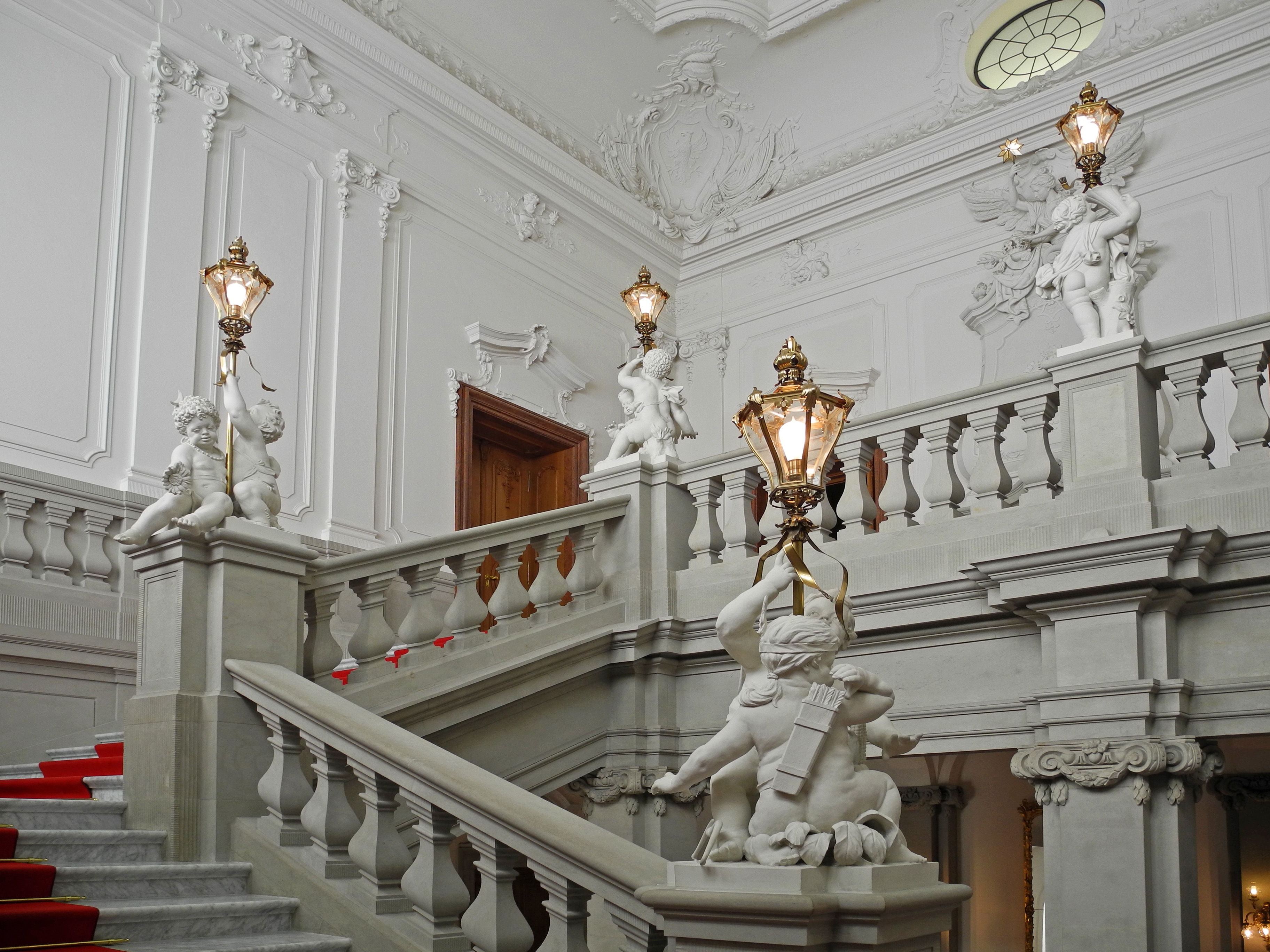
EnglischeTreppe im Residenzschloss Dresden nach der Sanierung

 Stefan Dürre  (* 1963 in Finsterwalde) ist ein deutscher Bildhauer, Autor und Kunsthistoriker.

## Leben
Stefan Dürre wurde im Jahr 1963 in Finsterwalde geboren. Seine Schulzeit absolvierte er in der Zeit von 1969 bis 1974 in der Allgemeinbildende Oberschule in Doberlug-Kirchhain, in der Zeit von 1975 bis 1979 in Potsdam. Anschließend begann er eine Lehre zum Steinmetz in der Restaurierung in Potsdam-Sanssouci, gleichzeitig nahm er im Abendstudium Zeichenunterricht an der Fachschule für Werbung und Gestaltung, Berlin-Weißensee, Außenstelle Potsdam. Seine künstlerische Entwicklung wurde durch den Grundwehrdienst in den Jahren 1981 bis 1983 unterbrochen. Vom Jahr 1883 bis 1985 arbeitete er in der Restaurierung in Potsdam. Eine Ausbildung im Töpferhandwerk zum Töpfer folgte im Jahr 1986 in Grieben bei Neuruppin; diese Ausbildung wurde staatlicherseits abgebrochen. In der Zeit von 1987 bis 1990 war er Leiter einer Steinmetzbrigade in der Restaurierung sowie Vorstandsmitglied der Naturstein GmbH Potsdam. Vom Jahr 1991 bis 1992 absolvierte er eine Ausbildung zum Steinbildhauer. Gleichzeitig schloss er ein Teilabitur an der Volkshochschule Dresden, Abendstudium Plastik an der Hochschule für Bildende Künste Dresden erfolgreich ab.
In der Zeit von 1991 bis 1994 arbeitete er als Steinbildhauer in Dresden bei der Firma Stein & Form GmbH. Von 1993 bis 1995 erfolgte eine Ausbildung zum Steinbildhauer-Meister in Dresden und Demitz-Thumitz. Seit 1995 ist er freiberuflich als Steinbildhauer für Auftraggeber wie die Stiftung Preußische Schlösser und Gärten Berlin-Brandenburg tätig. Im Jahr 1996 folgte die Erlangung der fachgebundenen Hochschulreife. Von 1996 bis 2000 absolvierte er ein Studium für Kunstgeschichte mit Schwerpunkt Skulptur an der Technischen Universität Dresden. Eine Promotion mit Dissertation zum Thema Die Skulpturen des Dresdner Zwingers. Untersuchung zu Aufstellung, Ikonographie, Stil und den Veränderungen 1712–2002 erfolgte in der Zeit von 2000 bis 2003. Seit dem Jahr 2000 ist er auch als Kunsthistoriker und Steinbildhauer für die Fachschule für Werbung und Gestaltung Berlin-Weißensee an der Außenstelle Potsdam Mittelalterliche Geschichte, Neuzeitliche Geschichte freiberuflich tätig. Daneben absolvierte er Praktika im Landesamt für Denkmalpflege Sachsen und der Skulpturensammlung Dresden sowie beim
Sächsischen Immobilien- und Baumanagement.

## Werke, Auswahl
- 1991–1994: Schloss Mosigkau bei Dessau
- 1993: Katholische Hofkirche in Dresden
- 1996: Bürgerhaus in Dresden-Neustadt
- 1998: Villa in Dresden-Blasewitz
- 2001: Starcke-Portal im Residenzschloss Dresden
- 2003: Nike von Christian Daniel Rauch in Berlin, Alte Nationalgalerie
- 2008–2011: Englische Treppe im Residenzschloss Dresden
- 2009–2010: Kleiner Ballsaal im Residenzschloss Dresden
- 2012–2015: Entführungsgruppe, Potsdam-Sanssouci
- 2013: Figur Flora, Schlosspark Lützschena bei Leipzig
- 2014: Die Zeit raubt die Schönheit, Großer Garten in Dresden
- 2014: Wilder Mann, Schlosspark Lützschena bei Leipzig
- 2014–2015: Kairos von Lysipp, Johannis-Hospiz Münster
- 2014–2015: Treppenturm Südwest im Residenzschloss in Dresden
- 2015–2016: Herkules, Schlosspark Lützschena bei Leipzig
- 2017: Marienaltar, Kirche zu Frauenhain
- 2017–2018: Die Zeit raubt die Schönheit, Großer Garten zu Dresden
- 2017–2018: Vier Allegorien, Schloss Moritzburg
- 2018: Ornamentierte Ecksäulen, Gewandhaus Zwickau

## Fachplanung und Forschung im Bereich Skulptur
- 2000 bis 01: Dürre, Stefan: Bildhauertechniken am Angkor Vat in Kambodscha. Unveröffentlichte Forschungsarbeit im Auftrag des German Apsara Conservation Project (Fachhochschule Köln, präsentiert im Staatlichen Völkerkundemuseum Dresden). Seam Reap / Dresden
- 2004 bis 95Lehrtätigkeit am Bildungswerk Ost-West zur Dresdener Stadtgeschichte. Dresden
- 2005 bis 10: Englische Treppe im ehem. Residenzschloss Dresden
- 2005: Dürre, Stefan: Bauhistorische Untersuchung (Archivrecherche) zur bildhauerischen Gestaltung am nordöstlichen Treppenturm im großen Hof des Dresdener Schlosses. Unveröffentlichte Forschungsarbeit im Auftrag des Sächsischen Immobilien- und Baumanagement Sachsen, Niederlassung Dresden I. Dresden
- 2005: Dürre, Stefan: Drei Skulpturen aus dem Naturtheater des Großen Gartens in Dresden. Provenienz, Datierung, Zuschreibung. Unveröffentlichte Forschungsarbeit im Auftrag der Staatlichen Schlösser, Burgen und Gärten Sachsen. Dresden
- 2005: Dürre, Stefan: Zwei Barockskulpturen aus dem ehemaligen Türkischen Garten in Dresden. Provenienz, Datierung, Zuschreibung. Unveröffentlichte Forschungsarbeit im Auftrag der Staatlichen Schlösser, Burgen und Gärten Sachsen. Dresden
- 2005: Dürre, Stefan: Zwei Schäfer-Gruppen vom Rittergut Wiederau (um 1750). Unveröffentlichte Forschungsarbeit im Auftrag der Staatlichen Schlösser, Burgen und Gärten Sachsen.
- 2005–2008: Dürre, Stefan: Die Englische Treppe (ehem. Residenzschloss Dresden). Untersuchung zu Baugeschichte, Gestaltung und Ikonografie 1693–1896. Unveröffentlichte Forschungsarbeit im Auftrag des Sächsischen Immobilien- und Baumanagement Sachsen, Niederlassung Dresden I. Dresden
- 2007 bis 08: Dürre, Stefan: Das Palais im Großen Garten in Dresden. Historie, Ikonografie und Bautypologie. Unveröffentlichte Forschungsarbeit im Auftrag des Sächsischen Immobilien- und Baumanagement Sachsen, Niederlassung Dresden I. (S. 1–356).
- 2009: Dürre, Stefan: Das ehem. Ludwig-Richter-Denkmal von Viktor Eugen Kircheisen auf der Brühlschen Terrasse. Recherchen zu Bildmaterial, Entstehung und Vernichtung des Denkmals. Unveröffentlichte Forschungsarbeit im Auftrag des Sächsischen Immobilien- und Baumanagement Sachsen, Niederlassung Dresden I. Dresden
- 2010: Dürre, Stefan: Der Bildhauer Ernst Julius Hähnel. Unveröffentlichte Forschungsarbeit im Auftrag für den Sächsischen Heimatschutzbund. Dresden
- 2010: Dürre, Stefan: Mattielli und das „Skulpturenmuseum“ im Großen Garten zu Dresden. Unveröffentlichte Forschungsarbeit für das Kolloquium „Der Bildhauer Lorenzo Mattielli und seine Rolle als Vermittler oberitalienischer Gestaltungsprinzipien in der dekorativen Skulptur und Plastik des Spätbarock in Mitteleuropa“ an der Uni Wien. Wien
- 2011 bis 13: Vorbereitung und Begleitung von Rekonstruktionen historischer Bildwerke (Ludwig-Richter-Denkmal in Dresden).
- 2011–2012: Stefan Dürre / Architekturbüro bau.werk: Bauforschung zur Ausspanne sowie der Alten Spedition im ehemaligen Marstall zu Dresden seit 1745 bis heute (innerhalb Projekt Theaterlogistikzentrum). Unveröffentlichte Forschungsarbeiten im Auftrag des Sächsischen Immobilien- und Baumanagement Sachsen, Niederlassung Dresden I. Dresden
- 2014: Skulptur Julius im Tempelgarten Neuruppin, 2014
- 2014: Stefan Dürre: Dresdener Residenzschloss, Treppenturm Südwest, Zuordnung, Inventarisierung und Notsicherung historischer Fragmente. Unveröffentlichte Forschungsarbeit im Auftrag des Sächsischen Immobilien- und Baumanagement Sachsen, Niederlassung Dresden I. Dresden
- 2015: Stefan Dürre: Die Skulpturen auf der Balustrade am Schloss Moritzburg. Bestand, Ikonografie und Aufstellungen (inkl. Entwurfsplan für Neuaufstellung). Unveröffentlichte Forschungsarbeit im Auftrag des Sächsischen Immobilien- und Baumanagement Sachsen, Niederlassung Dresden I. Dresden
- 2016: Stefan Dürre: Konzeption zur Besetzung der freien Postamente mit Putti und Vasen im Tempelgarten zu Neuruppin. Unveröffentlichte Forschungsarbeit im Auftrag des Tempelgarten Neuruppin e.V. Dresden/Neuruppin
- Mitarbeit bei mehreren Ausstellungsvorbereitungen zum Thema Skulptur
- Mitwirkung bei Erarbeitung mehrerer denkmalpflegerischer Zielstellungen zum Thema Skulptur
- 2001 bis heute zahlreiche Vorträge, vorrangig zum Thema Skulptur
- seit 2009: gutachterliche Tätigkeit für den Kunstmarkt (Datierung, Provenienz, Material, Bearbeitung etc.)
- 2013: Die Skulpturen im Schlosspark Rammenau. Inventarisierung im Auftrag der Schlösser, Burgen und Gärten Sachsen gemeinnützige GmbH.
- 2013: Jagdschloss Moritzburg. Skulpturen auf der Balustrade, im Depot und Verluste. Erstellung eines Inventars mit 159 Datensätzen, Fotografien aller Objekte von vier Seiten mit Maßstab und Farbkarte sowie Schadens- und Maßnahmekartierungen im Auftrag des Sächsischen Immobilien- und Baumanagement Sachsen, Niederlassung Dresden I.
- seit 2014: Stefan Dürre: Die Skulpturen des Großen Gartens in Dresden. Fachplanung/Begleitung des zukünftigen konservatorischen Umgangs mit den Skulpturen des Großen Gartens (u. a. Erarbeitung Geschichte der ca. 200 Marmor- und ca. 50 Sandsteinskulpturen, Kostenschätzungen etc.). Unveröffentlichte Forschungsarbeit im Auftrag des Sächsischen Immobilien- und Baumanagement Sachsen, Niederlassung Dresden I.
- 2015: Jagdschloss Moritzburg - Planung und Betreuung der Restaurierungen, Rekonstruktionen und Kopien der Skulpturen von der Balustrade und aus dem Lapidarium.
- 2017: Großer Garten zu Dresden - Gesamtorganisation Monitoring der freistehenden Skulpturen im Auftrag des Sächsischen Immobilien- und Baumanagement Sachsen, Niederlassung Dresden I.
- 2017: Tempelgarten zu Neuruppin - Planung, Organisation und Betreuung Projekt Scannen, Scalieren sowie 3-D-Drucken und Steinausführung von 12 externen Barockskulpturen für das Ensemble. Auftrag des Tempelgarten Neuruppin e.V. Dresden/Neuruppin

## Publikationen zum Thema Skulptur
- 1999: Dürre, Stefan: Zum Nachlass Günter Härtel. Das Bürgerhaus in Freiberg. In: Mitteilungen des Landesamtes für Denkmalpflege Sachsen. Jahrbuch 1998; Leipzig 1999
- 2001: Dürre, Stefan: Aufsätze zu den Bildhauern Auguste Rodin und Wolfgang Heinze sowie Erarbeitung des Gesamtverzeichnisses der Bildnisse aus dem Bestand der Skulpturensammlung Dresden. In: Staatliche Kunstsammlungen Dresden (Hrsg.): Hauptsache Köpfe. Plastische Porträts von der Renaissance bis zur Gegenwart aus der Skulpturensammlung. Katalog zur Ausstellung. Dresden 2001
- 2003: Dürre, Stefan: Bruno Raetsch (Bildhauer) - Westwörld. In: Forum zeitgenenössischer Kunst (Hrsg.): Unheimlich heimlich: Heimat. Bielefeld 2003
- 2003: Dürre, Stefan: Die Skulpturen des Dresdner Zwingers. Untersuchung zu Aufstellung, Ikonographie, Stil und den Veränderungen 1712–2002. Diss. 3. Bde. Dresden 2003
- 2004: Dürre, Stefan: Die Skulpturen des Dresdner Zwingers. Untersuchung zur Aufstellung, Ikonographie, zum Stil und den Veränderungen 1712–2002. In: Mitteilungen des Landesamtes für Denkmalpflege Sachsen. Jahrbuch 2003. Leipzig / Beucha 2004
- 2004: Dürre, Stefan: Literaturverzeichnis und Personenregister. In: Staatliche Kunstsammlungen Dresden (Herausgeber.): Ernst Rietschel. Zum 200. Geburtstag des Bildhauers. 1804–1861. Katalog zur Ausstellung. Berlin und München 2004
- 2005: Dürre, Stefan: Die beiden Kentaurengruppen im Großen Garten Dresdens von Antonio Corradini. In: Staatliche Schlösser, Burgen und Gärten Sachsen. Jahrbuch 2004. Dresden 2005
- 2005: Dürre, Stefan: Vorwort. In: Antje Kirsch: Spuren. Der Bildhauer Edmund Moeller (1885–1958). Dresden 2005
- 2007: Dürre, Stefan: Lexikon der Skulptur. Bildhauer, Epochen, Themen, Techniken. 1 Bd. Leipzig 2007

## Rezensionen
- 2007: Dürre, Stefan: Matala.(Roman. Ein Bildhauer des Barock, ein Kunsthistoriker der Gegenwart und ihre wundersame Begegnung in der Zukunft) Halle 2007
- 2008: Dürre, Stefan: Skulptur. In: Goldener Drache - Weißer Adler. Kunst im Dienste der Macht am Kaiserhof von China und am sächsisch-polnischen Hof (1644–1795). S. 492 f. München 2008
- 2009: Dürre, Stefan: Barbara Illmer. Keramische Objekte. Katalog. Potsdam 2009
- 2009: Dürre, Stefan: Georg Wrba und der Dresdner Zwinger. In: Im Schatten der Moderne. Leipziger Beiträge zur Kunstgeschichte. S. 46–61. Leipzig 2009
- 2009: Dürre, Stefan: Sculptur. In: Splendor of the White Eagle. S. 346 f. Peking 2009
- 2010: Dürre, Stefan: „Ein besonderes Schmuckstück des inneren Ausbaus“. Die Stuckierung der Englischen Treppe im ehemaligen Dresdener Residenzschloss durch den Bildhauer Curt Roch. In: Mitteilungen des Landesamtes für Denkmalpflege Sachsen. Jahrbuch 2010, S. 30–34. Beucha 2010
- 2011: Stefan Dürre: Rezension zu Bernhard Maaz: Skulptur in Deutschland zwischen Französischer Revolution und Erstem Weltkrieg. Berlin und München 2010. ArtHist-Net, April 2011
- 2012: Stefan Dürre: Epitaphe und Grabplatten aus der ehemaligen Sophienkirche in Dresden. In: Jahrbuch der Gesellschaft zur Förderung der Frauenkirche Dresden e. V., S. 143–159. Weimar 2012
- 2013: Dürre, Stefan: Curt Roch, Königlich-Sächsischer Hofbildhauer - Ein Beitrag zur Erforschung des Späthistorismus in Sachsen. In: Mitteilungen des Landesamtes für Denkmalpflege Sachsen. Jahrbuch 2013, S. 70–76., Dresden 2013
- 2013: Dürre, Stefan: Die Skulpturen im Großen Garten und im Zwinger in Dresden. In: Die Barockskulpturen Sachsens. Bestand der Schlösser, Burgen und Gärten (Arbeitstitel). Dresden 2013
- 2013: Stefan Dürre: Eine Frage des Standorts? Das Schicksal des Neptun-Brunnens von Lorenzo Mattielli in Dresden. In: Barockberichte. Informationsblätter aus dem Salzburger Barockmuseum zur bildenden Kunst des 17. und 18. Jahrhunderts, S. 92–95; Salzburg 2013
- 2013: Stefan Dürre: Lorenzo Mattielli und das Skulpturenmuseum im Großen Garten zu Dresden. In: Barockberichte. Informationsblätter aus dem Salzburger Barockmuseum zur bildenden Kunst des 17. und 18. Jahrhunderts, S. 84–91. Salzburg 2013
- 2016: Dürre, Stefan: Julius - Die Rekonstruktion eines Putto im Tempelgarten zu Neuruppin; In: Ostprignitz-Ruppin, Jahrbuch 2016, 25. Jg., S. 168–172, Neuruppin 2016
- 2016: Dürre, Stefan: Jenseits der Schlossmauern. Arbeiten des Bildhauers Curt Roch im Königreich Sachsen. In: Mitteilungen des Landesamtes für Denkmalpflege Sachsen. Jahrbuch 2015, S. 126–136; Dresden 2016
- 2016: Dürre, Stefan: Von der Fläche in den Raum. Der bildhauerische Prozess bei der Modellherstellung der Kairos-Figur für die Akademie des Johannes-Hospiz in Münster. In: Der Kairos. Eine Wiedererschaffung der Antike, Münster 2016, S. 15–24
- 2017: Dürre, Stefan: Zwölf Kaiser, ein Kurfürst und das Magische Quadrat. Das Aufstellungssystem der Kaiserbüsten am Palais im Großen Garten in Dresden und dessen Zusammenhang mit der Gesamtanlage. In: Mitteilungen des Landesamtes für Denkmalpflege Sachsen. Jahrbuch 2016, S. 52–59 Dresden 2017
- 2018: Dürre, Stefan: In: Mitteilungen des Landesamtes für Denkmalpflege Sachsen. Jahrbuch 2017, S. 39–59,.Dresden 2018
- 2018: Dürre, Stefan: Über fünfzehnhundert Bildhauerstücke - Der Skulpturenbestand des Großen Gartens in Dresden im 18. Jahrhundert.
- 2018: Dürre, Stefan: Barockskulpturen im Schlosspark Altdöbern. In: Schuster, Martin und Ketelsen, Thomas (Hrsg.): Carl Heinrich von Heineken in Dresden auf Schloss Altdöbern. Dresden 2018, S. 308–333
- 2015: Dürre, Stefan: Der Bildhauer Curt Roch. Werke und Weggefährten am Dresdner Residenzschloss 1880–1913; In: Mitteilungen des Landesamtes für Denkmalpflege Sachsen. Jahrbuch 2014, S. 100–109.; Beucha 2015
- 2018: Dürre, Stefan: Falk Hummrich (1970–2017). Ein Nachruf. In: Mitteilungen des Landesamtes für Denkmalpflege Sachsen. Jahrbuch 2017, S. 164–165. Dresden 2018
- 2018: Dürre, Stefan: Roch, Bernhard Curt In: Sächsische Biografie. Dresden 2018
- 2019: Dürre, Stefan, Hübner-Grötzsch; Klatte, Gernot (Hg.): Falk Hummrich. Bibliografie zu Dresden und Umland. Ein Supplement
- 2019: Dürre, Stefan: Roch, Bernhard Curt; In: Allgemeines Künstlerlexikon, München 2019
- 2019: Stefan Dürre: Epitaphe und Grabmale der alten Frauenkirchen zu Dresden. In: Jahrbuch der Gesellschaft zur Förderung der Frauenkirche Dresden e. V.
- 2020: Dürre, Stefan: Die Skulpturen im Großen Garten und im Zwinger in Dresden. In: Die Barockskulpturen Sachsens. Bestand der Schlösser, Burgen und Gärten (Arbeitstitel).